# Summit Rock
Summit Rock (littéralement le "Rocher du Sommet") est un rocher qui a pour caractéristique d'être le point le plus élevé de Central Park, à Manhattan, New York, États-Unis. Situé dans l'ouest du parc, à hauteur de la  83e rue, Summit Rock atteint l'altitude de près de 42 mètres (137,5 pieds). 

## Histoire
Le rocher s'élève au nord de l'ancien Seneca Village et la légende veut qu'il servit de lieu de rassemblement aux Amérindiens qui peuplaient l'île avant la colonisation. En 1921, une statue de Simón Bolívar fut érigée au sommet du rocher.  En 1951, la statue fut déplacée vers son emplacement actuel, à l'angle de la  6e avenue et de Central Park South. L'immeuble qui fait face à Summit Rock, The Bolivar, situé au 230 Central Park West, tire son nom de cet ancien monument. En 1997, le site, qui avait subi les outrages du temps, fut restauré.